# Acroceratitis biseta
Acroceratitis biseta es una especie de insecto del género Acroceratitis de la familia Tephritidae del orden Diptera.

## Historia
Wang la describió científicamente por primera vez en el año 1996.